# Nux Vomica (groupe musical)
Pour le fruit, voir Strychnos nux-vomica.
Nux Vomica est à son origine un groupe d’artistes d’art contemporain  à Nice. 
En 1989, ils sont les créateurs d’un lieu de vie et de culture appelé le Hangar St-Roch, puis d’un « Carnaval indépendant » fait avec la population du quartier St-Roch à Nice.
De ce carnaval naît un répertoire de chansons en "niçois" (occitan de Nice), en français, en italien. Le groupe vise à « promouvoir une culture populaire  au travers de rencontres et d 'échanges .pour mieux vivre  ».

## Membres du groupe
- Louis Pastorelli, intimement lié au renouveau culturel occitan lancé dans les années 1980 par Massilia Sound System et autres Fabulous Trobadors fondateur avec Maurice Maubert, peintre et Jean-Luc Migliore de Nux vomica et du Hangar Saint-Roch .
- Vincent Calassi, auteur, peintre, chanteur, un des fondateurs Hangar St-Roch ;
- Jérome Fantino, DJ, animateur radio, créateur de l'émission Raggapero ;
- Greg Lampis bassiste ;
- Rémy Borgogno, fifre, percussion ;
- Milena Pastorelli, giorgina, percussion.

## Particularités du groupe
Il se rapporte souvent à la culture populaire de Nice. Leur musique peut contenir des paroles en niçois (nissart) en français, en italien, en portugais (brésilien). Le groupe se dit de « musique populaire » ou faisant partie de la « roots musique ».

## Discographie

### Singles
- Liberà Jacquou ! (1994)[5]
- Je monte au stade[6]
- Viva lou gobi[réf. nécessaire]

### Compilations
- 1995 : Ragga Baleti vol. 1
- Nissa canta

### Albums
- Éditeur : St Roch Production[10].

- Éditeur : St Roch Production.

- Éditeur : Mosaic Music. - Label : Mosaic Music Distribution.[15]

### Collaboration
- Roland Pécout, Laissarem degun[16]

## Principaux concerts et festivals
- 2005 :
  - participation au 18e Festival des musicales de Bastia.
  - Lewarden (Hollande) : Eurovision des cultures minorisées
- 2006 : avec Zebda (31), Bikini, Toulouse
- 2007 : Théâtre de verdure, Nice avec Massilia Sound System
- 2008-2009 :
  - Dock des Sud, Marseille[17]
  - Barcelone (Catalogne), Total Festum
  - Festa Lou Dalfin[18], Cerdanyola (Catalogne)
  - Estivada[19], Rodez
  - Festival de quartier, Genève (Suisse)
  - Festa de la Taranta (Salento)[20]
  - Ursa eletrica, carnaval de Recife (Brésil)[21]
  - Festin dau puort, Nissa
  - Festin d'aqui, Nissa
- 2009 : Samba al pais - Negrepellise[22]
- 2011 :
  - 5 mars : au Sezamo à Nice[23].
  - 31 mai : « Pour une soirée sans tabac », au Théâtre de verdure de Nice[24].
  - 3 juin : « Ragtime / Q'Sec » à Toulouse[25].
  - 18 juin : à Saint Dalmas, Valdeblore[26].
  - 16 juillet : sur la Place de la Madeleine, à Béziers[27].
- 2012 :
  - Mars : Projet « ok brigada international » Barcelone avec Belda Badabadoc, Joan Garriga, Stefano du groupe Lou Seriol[28],[29].
  - Juillet : Théâtre verdure - Festin d'aqui
  - Août : Estivada de Rodez avec Ok Brigada international ; Feria de Béziers - Camel del fuoc ; Festivous - Comtea de Nissa ; Xoncertone de la Notte de la taranta avec Mascarimiri ; projet creacion Arc latin ; projet Nux vomica - Mascarimiri BALLUBALETI ; La Focara - Novoli ; Arianofolk Festival (Ariano Irpino) ; BALLATTI  Vignacastrisi